# 斯科茨科納斯 (紐約州)
斯科茨科納斯（英語：Scotts Corners）是位於美國紐約州西徹斯特縣的普查規定居民點。

## 人口
根據2020年美國人口普查的數據，斯科茨科納斯的面積為4.59平方千米，皆為陸地。當地共有人口665人，而人口密度為每平方千米144.88人。